# 県民の日ゼリー
県民の日ゼリー（けんみんのひゼリー）は、県民の日に栃木県の小中学校給食で出されるデザートである。

## 概要
1995年頃、県民の日の啓発のために県南の給食関係者が考案し、県下全域に広がった。毎年県民の日の6月15日に栃木県の小中学校の給食で出されており、栃木県産のイチゴのゼリーの上にホイップクリームがのっている。パッケージは県章や日光東照宮陽明門などを経て、県マスコットキャラクターのルリちゃんが描かれている。なおイチゴゼリーは当初から変わらないがゼリーとミルクプリンの2層構造であった時期もある。